# Podolí (Bohdalovice)
Podolí nebo také Podlí (německy Unter Heiming) je zaniklá ves, na jižním okraji území části Suš obce Bohdalovice v okrese Český Krumlov.

## Historie
První písemná zmínka o Podolí pochází z roku 1310. Od zavedení obecního zřízení v polovině 19. století bylo Podolí osadou obce Svéráz. V roce 1930 zde  stálo 12 domů a žilo zde 51 obyvatel. V letech 1938 až 1945 bylo Podolí v důsledku uzavření Mnichovské dohody přičleněno k nacistickému Německu. Po 2. světové válce Podolí zaniklo.